# منظمة الخدمات الطبية في أرامكو السعودية
مركز جونز هوبكنز أرامكو للرعاية الصحية هو نتيجة للمشروع المشترك الأول من نوعه في الرعاية الصحية بين شركة أرامكو السعودية ومدرسة طب جامعة جونز هوبكنز. منذ عام 1933 فإن شركة أرامكو تقوم بتقديم مستوى عال من الرعاية الطبية لموظفيها وأسرهم من خلال تنظيم الخدمات الطبية الخاصة بها. في عام 2013مقررت أرامكو التشارك مع جونز هوبكنز الطبية لإقامة وتوسيع قدرات الخدمات الطبية من خلال مركز جونز هوبكنز أرامكو الرعاية الصحية مستفيدا من الخبرة الواسعة في جامعة جونز هوبكينز ومستشفى جونز هوبكنز لتطوير البرامج والبحوث والتدريب والسلامة والجودة والخبرة في إدارة الرعاية الصحية.
افتتح المركز في 28 يناير 2014 هو مجمع تديره الشركة وتتعاقد مع القطاع الخاص والمستشفيات التي تخدم موظفي أرامكو وعائلاتهم الذين يبلغ عددهم حوالي 350 ألف شخص. في كل المجتمعات يتم توفير الرعاية الصحية الأساسية من خلال العيادات التي تعمل كثيرا كما تفعل المنظمات المحافظة على الصحة في الولايات المتحدة. يخضع الأطباء لامتحانات في الرعاية. كل العيادات لديها مرافق ومختبرات لاختبار التشخيص الأساسي. تقدم كل عيادة خدمة الإسعاف وغرفة طوارئ ولكل منها صيدلية حيث الوصفات الطبية التي يأمر بها أطباء العيادة يمكن صرفها من خلالها. صممت هذه العيادات المجتمعية لرعاية الاحتياجات الطبية العادية. يتم التعامل مع المزيد من المشاكل الصحية الهامة في مستشفى جونز هوبكنز أرامكو للرعاية الصحية من خلال الموظفين الفنيين. في المستشفى أطباء متعددو الجنسيات ومعتمدين من قبل مجلس الولايات المتحدة أو المملكة المتحدة.
تم اعتماد مستشفى جونز هوبكنز أرامكو للرعاية الصحية بالظهران عن طريق اللجنة المشتركة الدولية والتقسيم الدولي التي تم إنشاؤها حديثا. تم اعتماد بنك الدم من قبل الجمعية الأمريكية لبنوك الدم. المختبرات الطبية تم اعتمادها بشكل مستمر من قبل كلية علم الأمراض الأمريكية منذ عام 2002م. توجد علاقات اتصال مع منظمة الصحة العالمية في جنيف بسويسرا ومراكز السيطرة على الأمراض في أتلانتا وجورجيا للتشاور الفوري بشأن الأمراض الدولية المهمة.